# Список умерших в 1957 году
В этой статье представлен список известных людей, умерших в 1957 году.
- См. также: Категория:Умершие в 1957 году

## Январь
- 1 января — Григорий Чикрызов (62) — советский учёный-геолог.
- 2 января — Исаак Штейнберг (68) — народный комиссар юстиции РСФСР.
- 4 января — Илья Винокуров (61) — советский государственный и партийный деятель, 1-й секретарь Якутского областного комитета ВКП(б) (1946—1951).
- 4 января — Теодор Кёрнер (83) — Федеральный президент Австрии (1951—1957)
- 6 января — Амвросий Бучма (65) — украинский советский актёр, народный артист СССР.
- 7 января — Григорий Бахтадзе (40) — лейтенант Рабоче-крестьянской Красной Армии, участник Великой Отечественной войны, Герой Советского Союза.
- 7 января — Теофил Фраерман (73) — украинский художник.
- 8 января — Гавриил Жуков (57) — советский военно-морской деятель, вице-адмирал.
- 9 января — Григорий Москальчук (36) — младший сержант Рабоче-крестьянской Красной Армии, участник Великой Отечественной войны, Герой Советского Союза.
- 10 января — Габриэла Мистраль (67) — чилийская поэтесса, просветительница, дипломат, борец за права женщин, лауреат Нобелевской премии по литературе (1945).
- 10 января — Андрей Нерянин (52) — полковник Красной армии.
- 11 января — Игнат Горбань — участник Великой Отечественной войны, Герой Советского Союза.
- 12 января — Грейс Уилсон —  австралийская медсестра.
- 14 января — Хамфри Богарт (57) — знаменитый американский киноактёр; рак пищевода.
- 15 января — Мария Чехова (93) — педагог, художница, сестра Антона Чехова, создательница его Дома-музея в Ялте.
- 16 января — Александр Искандер (69) — князь, младший сын от морганатического брака великого князя Николая Константиновича и Надежды Александровны Дрейер.
- 16 января — Артуро Тосканини (89) — итальянский дирижёр.
- 20 января — Джеймс Конноли (88) — американский легкоатлет и писатель, чемпион летних Олимпийских игр 1896.
- 21 января — Евгений Барсуков (90) — русский и советский военачальник, учёный, генерал-майор артиллерии.
- 22 января — Пауль Вальден (93) — латвийский, затем немецкий химик.
- 22 января — Пётр Шлюйков (34) — участник Великой Отечественной войны, Герой Советского Союза.
- 23 января — Герман Андреев (40) — участник Великой Отечественной войны, Герой Советского Союза.
- 24 января — Александр Мориц Фрай (75) — немецкий писатель.
- 25 января — Семён Гирголав (75) — советский хирург, генерал-лейтенант медицинской службы.
- 26 января — Евгений Азаров (42) — участник Великой Отечественной войны, Герой Советского Союза.
- 26 января — Георгий Захаров (59) — советский военачальник, генерал армии.
- 27 января — Владимир Царюк (57) — один из руководителей партизанского движения на временно оккупированной территории Белорусской ССР.

## Февраль
- 1 февраля — Иван Еремеев — советский, украинский и французский селекционер растений.
- 2 февраля — Борис Волин (70) — советский государственный и партийный деятель, ответственный секретарь Брянского губернского комитета РКП(б) (1921).
- 2 февраля — Григорий Ландсберг (67) — советский физик, академик АН СССР.
- 2 февраля — Николай Соболев (52) — Герой Советского Союза.
- 4 февраля — Манфред Кридль (74) — польский историк и теоретик литературы.
- 4 февраля — Сергей Литаврин — Герой Советского Союза.
- 4 февраля — Гораций Нанн (65) — новозеландский регбист.
- 4 февраля — Андрей Никитин (65) — советский военачальник, генерал-майор.
- 4 февраля — Густав Тринклер (80) — русский / советский учёный и изобретатель, создатель бескомпрессорного дизельного двигателя.
- 5 февраля — Виктор Бугаев (43) — Герой Советского Союза.
- 5 февраля — Семен Дуван (86) — городской голова Евпатории.
- 6 февраля — Иван Власов (44) — Герой Советского Союза.
- 7 февраля — Пётр Вергун (66) — блаженный Украинской грекокатолической Церкви, священник, мученик.
- 7 февраля — Валентин Кузьмин (35) — Герой Советского Союза.
- 8 февраля — Иван Красник (50) — Герой Советского Союза.
- 9 февраля — Николай Батюшин (83) — русский генерал.
- 9 февраля — Миклош Хорти (88) — правитель (регент) Венгерского королевства.
- 10 февраля — Арсений Чурилин (47) — Герой Советского Союза.
- 11 февраля — Димитрий Кирсанов (57) — французский кинорежиссёр и кинооператор, выходец из России.
- 12 февраля — Шаймардан Ибрагимов (57) — советский партийный и государственный деятель.
- 15 февраля — Михаил Волков (43) — Герой Советского Союза.
- 16 февраля — Борис Волин (60) — советский учёный, журналист, партийный и государственный деятель.
- 16 февраля — Георгий Иноземцев (54) — Герой Советского Союза.
- 18 февраля — Николай Лисовский (71) — советский военачальник, генерал-лейтенант (1957), один из красных командармов Гражданской войны.
- 18 февраля — Яков Урванцев (32) — Герой Советского Союза.
- 20 февраля — Вячеслав Малышев (54) — советский государственный деятель.
- 21 февраля — Николай Северов (69) — советский архитектор, председатель Союза архитекторов Груз. ССР.
- 24 февраля — Элимелех Авнер (59) — израильский военачальник, первый командующий организации Хагана. Генерал.
- 25 февраля — Марк Алданов (70) — русский прозаик, публицист, автор очерков на исторические темы, философ и химик.

## Март
- 1 марта — Сергей Жук (64) — советский гидротехник.
- 4 марта — Иван Варвашеня (52) — советский политический деятель, 1-й секретарь Минского городского комитета КП(б) — КП Белоруссии (1950—1957).
- 4 марта — Алексей Киреев (48) — Герой Советского Союза.
- 6 марта — Евгений Медынский (72) — российский учёный в области педагогики и истории педагогики, доктор педагогических наук, профессор, академик АПН РСФСР.
- 7 марта — Перси Льюис — английский художник, писатель и теоретик искусства.
- 13 марта — Анна Хаава (92) — эстонская поэтесса и переводчица, народная писательница Эстонской ССР.
- 15 марта — Михаил Голубев (48) — Герой Советского Союза.
- 16 марта — Константин Бранкузи (81) — французский скульптор румынского происхождения, один из главных основателей стиля абстрактной скульптуры.
- 16 марта — Иван Горбатюк (54) — деятель ВЧК — ОГПУ — НКВД, начальник Управления пограничных войск МГБ — МВД Украинского округа (1951—1954), генерал-лейтенант.
- 16 марта — Абулькасим Ахмедзаде Лахути — персидский-таджикский советский поэт и политический деятель, классик современной таджикской литературы.
- 23 марта — Евгений Басулин (39) — Герой Советского Союза.
- 23 марта — Юлиуш Клейнер (70) — польский литературовед.
- 26 марта — Иван Козлов (68) — русский советский писатель и партийный деятель.
- 27 марта — Александр Сидорович (33) — Герой Советского Союза.
- 29 марта — Джойс Кэри (68) — ирландский писатель и художник.
- 29 марта — Геннадий Писарев (44) — Герой Советского Союза.
- 30 марта — Константин Юдин (61) — советский кинорежиссёр, постановщик популярных советских комедий.

## Апрель
- 3 апреля — Нед Спаркс (73) — американский актёр театра и кино.
- 4 апреля — Евгения Истрина — лингвист-русист, историк языка, член-корреспондент АН СССР.
- 7 апреля — Эфраим Табури (56) — сионистский активист, депутат кнессета 1-го и 2-го созывов.
- 7 апреля — Рудо́льф Шмидт (70) — немецкий военный деятель, генерал-полковник.
- 12 апреля — Кирилл Добролюбов (53) — советский военачальник, контр-адмирал, участник советско-финской и Великой Отечественной войн.
- 14 апреля — Иван Воротынцев (37) — красноармеец Рабоче-крестьянской Красной Армии, участник Великой Отечественной войны, Герой Советского Союза.
- 21 апреля — Борис Козо-Полянский (67) — советский ботаник, член-корреспондент АН СССР (1932).
- 23 апреля — Алексей Абаев (48) — председатель колхоза имени Сталина.
- 24 апреля — Эрдэмто Рыгдылон (50) — советский учёный-востоковед, историк, археолог, филолог, кандидат исторических наук.
- 25 апреля — Гирш Каменецкий (61) — еврейский поэт.
- 26 апреля — Иван Гаврилов (65) — советский государственный и партийный деятель, председатель Тамбовского губернского СНХ.
- 28 апреля — Гейнц Бэр (43 или 44) — немецкий лётчик-ас Второй мировой войны, в течение которой он совершил около 1000 боевых вылетов, одержав 220 побед в воздухе.
- 29 апреля — Святослав Денисов (78) — генерального штаба генерал-лейтенант (июнь 1918), участник Первой мировой войны, командующий Донскими армиями Всевеликого Войска Донского.

## Май
- 2 мая — Григорий Алексеев (39) — Герой Советского Союза.
- 2 мая — Джозеф Маккарти (48) — американский сенатор-республиканец, вдохновитель гонений на американских чиновников, заподозренных в симпатиях к коммунизму и СССР, а также на некоторых гомосексуалов.
- 3 мая — Григорий Капанцян (70) — армянский историк, лингвист, академик АН Армянской ССР.
- 5 мая — Сергей Шемет (81) — украинский общественный и политический деятель.
- 6 мая — Иван Макаров (63) — Герой Социалистического Труда.
- 7 мая — Михаил Немчинов (50) — Герой Советского Союза.
- 9 мая — Василий Кунцевич (66) — советский военачальник, генерал-майор, участник Первой мировой, Гражданской и Великой Отечественной войн.
- 10 мая — Курт Типпельскирх (65) — генерал пехоты вермахта, затем военный историк.
- 12 мая — Владимир Васильевский (64) — советский государственный и партийный деятель, ответственный секретарь Петроградского губернского комитета РКП(б) (1920—1921).
- 15 мая — Чарльз Джозеф Расселл (72) — австралийский регбист, чемпион летних Олимпийских игр 1908 года.
- 16 мая — Уолтер Оливер (73) — новозеландский ботаник и орнитолог.
- 17 мая — Шалва Азмайпарашвили (54) — советский дирижёр и композитор, заслуженный деятель искусств Грузинской ССР.
- 20 мая — Гилберт Марри (91) — английский филолог-классик, писатель, переводчик, публицист, публичный интеллектуал. Один из основателей международной гуманитарной организации Оксфам.
- 21 мая — Александр Вертинский (68) — российский советский певец.
- 22 мая — Николай Прохоров — участник Великой Отечественной войны, снайпер.
- 24 мая — Сергей Мирошниченко (44) — красноармеец Рабоче-крестьянской Красной Армии, участник Великой Отечественной войны, Герой Советского Союза.
- 24 мая — Василий Михайлов (49) — участник Великой Отечественной войны, Герой Советского Союза.
- 25 мая — Анна Панкратова (60) — советский историк, партийный и общественный деятель.
- 28 мая — Александр Голицын (83) — русский общественный деятель и политик.
- 31 мая — Леопольд Стафф (78) — польский поэт, драматург, переводчик.
- 31 мая — Андрей Судоргин — Герой Советского Союза.

## Июнь
- 1 июня — Яков Березин (66) — советский партийный деятель.
- 5 июня — Владимир Луговской (55) — русский советский поэт.
- 6 июня — Куляш Байсеитова (45) — советская казахская певица, народная артистка СССР.
- 8 июня — Пётр Липачёв (53) — Герой Советского Союза.
- 11 июня — Егор Макеев (34) — Герой Советского Союза.
- 12 июня — Михаил Воробьев (60) — советский военачальник, маршал инженерных войск.
- 12 июня — Константин Кулигин (57) — советский кораблестроитель, главный инженер нескольких судостроительных заводов, главный строитель эсминцев и легких крейсеров.
- 13 июня — Ирвинг Бакстер (81) — американский легкоатлет.
- 15 июня — Василий Маклаков (88) — российский адвокат, политический деятель, член Государственной думы II, III и IV созывов.
- 18 июня — Витольд Бялыницкий-Бируля (85) — выдающийся белорусский советский живописец-пейзажист.
- 18 июня — Георгий Нэлепп (53) — оперный певец.
- 20 июня — Филипп Зайцев (80) — российский энтомолог.
- 21 июня — Иван Яворский (40) — советский государственный и партийный деятель, председатель Исполнительного комитета Дрогобычского областного Совета (1952—1957)
- 22 июня — Аркадий Андреев (57) — главный инженер Управления строительства «Сибхимстрой», начальник строительства города Железногорска.
- 24 июня — Моше Вейцман — израильский химик.
- 24 июня — Константин Даниленко (46) — начальник паровозной колонны Народного комиссариата путей сообщения. Герой Социалистического Труда.
- 24 июня — Антон Дунайский (61) — советский украинский актёр, заслуженный артист УССР.
- 25 июня — Георгий Коваленко (37) — Герой Советского Союза.
- 26 июня — Альфред Дёблин (78) — немецкий писатель.
- 28 июня — Александр Эсаулов (35) — Полный Кавалер ордена Славы.

## Июль
- 7 июля — Дмитрий Тимофеев — Герой Советского Союза.
- 18 июля — Николай Келеев (36) — Полный кавалер ордена Славы.
- 18 июля — Алексей Лапшин (49) — Герой Советского Союза.
- 19 июля — Курцио Малапарте (59) — итальянский писатель, журналист, кинорежиссёр.
- 26 июля — Фёдор Вислевский (36) — Герой Советского Союза.
- 26 июля — Кастильо Армас, Карлос (42) — президент Гватемалы с 1954 по 1957 год.
- 29 июля — Михаил Волков (43) — Герой Советского Союза.
- 31 июля — Александр Оссовский (86) — выдающийся русский и советский музыковед и критик.

## Август
- 1 августа — Александр Фут (52) — двойной агент, член разведывательный сети Красная капелла, сотрудник британской разведки MI6.
- 2 августа — Лазарь Сегал (66) — бразильский живописец, график, скульптор.
- 3 августа — Александр Шаров (50) — Герой Советского Союза.
- 7 августа — Оливер Харди (65) — американский комедийный актёр, ставший известным благодаря комическому дуэту Лорел и Харди.
- 7 августа — Алексей Куприянов (42) — Герой Советского Союза, старшина второй статьи, автоматчик 384-го отдельного батальона морской пехоты.
- 8 августа — Николай Коровин (37) — Герой Советского Союза.
- 16 августа — Иван Большаков (50) — деятель ВЧК — ОГПУ — НКВД, начальник Управления МВД по Томской области — Управления внутренних дел Исполнительного комитета Томского областного Совета (1954—1957), полковник.
- 17 августа — Антанас Венуолис (75) — литовский писатель, народный писатель Литовской ССР.
- 17 августа — Илья Кравчуновский — советский режиссёр и сценарист.
- 18 августа — Владимир Мухин (60) — генерал-майор Советской Армии, участник Первой мировой, Гражданской и Великой Отечественной войн.
- 20 августа — Иван Вежливцев (48) — Герой Советского Союза.
- 21 августа — Владимир Браун (61) — советский кинорежиссёр.
- 21 августа — Алексей Филипенко (32) — Полный кавалер ордена Славы.
- 24 августа — Борис Томашевский (66) — советский литературовед, текстолог и писатель.
- 25 августа — Дмитрий Гусев (62) — Герой Советского Союза.
- 25 августа — Осип Денисов (45) — Герой Советского Союза.
- 30 августа — Гарольд Гатти (54) — австралийский летчик.
- 30 августа — Отто Зур (63) — правящий бургомистр Западного Берлина; лейкемия.

## Сентябрь
- 1 сентября — Деннис Брейн (36) — британский валторнист; автокатастрофа.
- 6 сентября — Гаэтано Сальвемини (83) — итальянский политический деятель, историк, публицист.
- 9 сентября — Павел Яковлев (59) — советский селекционер плодовых и ягодных растений, доктор сельскохозяйственных наук.
- 12 сентября — Георгий Яшин (50) — участник Великой Отечественной войны, Герой Советского Союза.
- 14 сентября — Антон Туркул (64) — русский офицер, генерал-майор.
- 18 сентября — Мешулам Левонтин — израильский врач.
- 18 сентября — Валентин Пилипас — участник Великой Отечественной войны, Герой Советского Союза.
- 20 сентября — Исаак Быкадоров (75) — донской казак, участник Первой мировой и Гражданской войн, генерал-майор.
- 20 сентября — Ян Сибелиус (91) — финский композитор.
- 30 сентября — Константин Громов — младший лейтенант Советской Армии, участник Великой Отечественной войны, Герой Советского Союза.
- 30 сентября — Николай Комиссаров (67) — советский актёр театра и кино.

## Октябрь
- 7 октября — Евгений Бертельс (66) — советский востоковед (иранист и тюрколог), профессор ЛГУ.
- 13 октября — Томас Уайт (69) — австралийский политик, авиатор в период Первой и Второй мировых войн.
- 17 октября — Аветик Исаакян (81) — выдающийся армянский советский поэт, прозаик, публицист.
- 17 октября — Александр Радкевич (44) — советский военный. Участник польского и бессарабского походов РККА, Советско-финской и Великой Отечественной войн. Герой Советского Союза.
- 17 октября — Михаил Тавризиан (50) — армянский советский дирижёр.
- 17 октября — Николай Тиньков (43) — Герой Советского Союза.
- 18 октября — Александр Крюков (50) — Герой Советского Союза.
- 19 октября — Григорий Рогинский (53) — советский зоопсихолог.
- 19 октября — Вир Гордон Чайлд (65) — британско-австралийский историк-марксист.
- 21 октября — Василий Соков (65) — генерал-майор Советской Армии, участник Первой мировой, Гражданской и Великой Отечественной войн.
- 24 октября — Кристиан Диор (52) — французский дизайнер — модельер одежды, основатель фирмы Christian Dior Perfume.
- 26 октября — Никос Казандзакис (74) — греческий писатель.
- 29 октября — Луис Майер (73) — один из первых кинопродюсеров, известный как руководитель и один из основателей голливудской киностудии «Metro-Goldwyn-Mayer».

## Ноябрь
- 3 ноября — Вильгельм Райх (60) — австрийский и американский психолог.
- 4 ноября — Виталий Королёв (41) — Герой Советского Союза.
- 5 ноября — Николай Яневич (38) — Герой Советского Союза.
- 8 ноября — Леонтий Гавриленко (34) — лётчик, участник Великой Отечественной войны, Герой Советского Союза.
- 9 ноября — Григорий Арутинов (57) — армянский советский партийный и государственный деятель.
- 11 ноября — Михаил Бондарь (43) — советский государственный деятель, прокурор Пензенской области (1956—1957), убит.
- 13 ноября — Антонин Запотоцкий (72) — чехословацкий государственный деятель.
- 14 ноября — Дон-Аминадо (69) — русский поэт — сатирик, мемуарист.
- 17 ноября — Пётр Зубов (56) — генерал-лейтенант Советской Армии, участник Великой Отечественной войны, Герой Советского Союза.
- 18 ноября — Рудольф Дильс (56) — первый руководитель гестапо, тайной государственной полиции Третьего рейха.
- 20 ноября — Мстислав Добужинский (82) — русский художник, мастер городского пейзажа, участник творческого объединения «Мир искусства», художественный критик, мемуарист.
- 21 ноября — Михаил Каверочкин (53) — бывший буровой мастер конторы бурения № 2 нефтепромыслового управления «Гюргяннефть» Министерства нефтяной промышленности Азербайджанской ССР.
- 23 ноября — Василий Власов (60) — белорусский советский партийный деятель.
- 23 ноября — Андрей Ренников (75) — русский писатель, журналист.
- 25 ноября — Николай Прахов (84) — художник и искусствовед.
- 25 ноября — Диего Ривера (70) — мексиканский живописец, муралист, политический деятель левого толка.
- 26 ноября — Леонид Корняну (48) — молдавский поэт, драматург и фольклорист.
- 26 ноября — Алексей Ремизов (80) — русский писатель.
- 28 ноября — Пинхас Хургин (63) — еврейский историк, педагог. Основатель и первый президент Университета имени Бар-Илана.
- 29 ноября — Виктор Протопопов (77) — известный русский, украинский и советский психиатр, академик АН УССР.
- 30 ноября — Беньямино Джильи (67) — итальянский оперный певец (тенор) и актёр, считавшийся «наследником» Энрико Карузо; воспаление лёгких.

## Декабрь
- 3 декабря — Раффаэле Кьюрацци (итал. Raffaele Chiurazzi) (род. 1875), итальянский поэт.
- 3 декабря — Станислав Лисовский (55) — советский и польский военачальник.
- 4 декабря — Джон Лаварак (71) — австралийский военный деятель.
- 5 декабря — Борис Шванвич (68) — зоолог, автор учебника по энтомологии.
- 5 декабря — Ури Финкель (61) — еврейский литературный критик, литературовед.
- 8 декабря — Григорий Федотов (41) — советский футболист, нападающий, тренер.
- 9 декабря — Фёдор Иванишко (47) — участник Великой Отечественной войны, Герой Советского Союза.
- 10 декабря — Иван Попов (71) — журналист, сценарист.
- 12 декабря — Борис Оливетский (60) — советский военачальник, генерал-майор инженерных войск.
- 13 декабря — Василий Бурков (56) — советский военачальник, генерал-лейтенант танковых войск.
- 14 декабря — Адиль Зиятханов (87) — азербайджанский государственный и политический деятель.
- 14 декабря — Йозеф Лада (69) — чешский художник и писатель.
- 16 декабря — Генрих Гофман (72) — немецкий фотограф, получивший известность как личный фотограф Адольфа Гитлера.
- 17 декабря — Дороти Ли Сэйерс (64) — английская писательница, филолог, драматург и переводчик, один из основателей британского Детективного клуба.
- 18 декабря — Эйюб Абасов (52) — азербайджанский писатель.
- 21 декабря — Виктор Шестаков (59) — русский и советский художник.
- 24 декабря — Зоя Лодий (71) — российская певица (лирическое сопрано).
- 27 декабря — Вячеслав Чемодуров (38) — Герой Советского Союза.
- 30 декабря — Михаил Шаронов (76) — российский и советский художник, педагог, профессор.

## Дата неизвестна или требует уточнения
- Николай Смольянинов (71 или 72) — советский минералог, доктор геолого-минералогических наук, заведующий кафедрой минералогии Геологического факультета МГУ (1944—1950).